# Donkere schaamhaai
De donkere schaamhaai (Haploblepharus pictus) is een vissensoort uit de familie van de kathaaien (Scyliorhinidae). De wetenschappelijke naam van de soort is voor het eerst geldig gepubliceerd in 1838 door Müller & Henle.